# Honda VTR 1000 SP-1/SP-2
Die VTR 1000 SP-1, mit der werksinternen Bezeichnung SC 45, ist ein Motorradmodell der Kategorie Supersportler/Superbikes des japanischen Herstellers Honda. Das Modell wurde von 2000 bis 2001 als VTR 1000 SP-1 und ab 2002 als VTR 1000 SP-2 angeboten. Die Honda VTR 1000 SP-1 war das Nachfolgemodell der Honda RVF 750 RC 45. Die SP-2 hat kein direktes Nachfolgemodell. In den USA wurde das Modell als RVT 1000 R bzw. als RC 51 vermarktet. Das namentlich ähnliche Modell Honda VTR 1000 F ist technisch eigenständig.

## Technik

### Motor
Zum Einsatz kam ein neu entwickelter Zweizylinder-Viertakt-V-Motor mit 90 Grad Zylinderbankwinkel und 999 cm³ Hubraum. Neu war außerdem die seitliche Anordnung der Wasserkühler links und rechts neben dem Motor, nicht wie üblich stehend vor dem Motor. Innovativ war auch die Ram-Air-Ansaugung durch den Steuerkopf hindurch, welche später auch bei der CBR 600 RR Verwendung fand. Die vier obenliegenden Nockenwellen wurden wie bei den beiden Vorgängermodellen RC 30 und RC 45 über Zahnräder angetrieben. Diese teure und aufwändige Bauweise war mittlerweile zum Standard geworden für Honda-Superbikemodelle. Obligatorisch war die Elektronische Saugrohreinspritzung, PGM-FI genannt.

### Fahrwerk
Das Fahrwerk basiert auf einem Brückenrahmen und Zweiarmschwinge aus Aluminium mit Zentralfederbein sowie einer 43-mm-Upside-Down-Gabel. Gabel und Federbein sind voll einstellbar in Federbasis, Zug- und Druckstufendämpfung.

## Rennsport

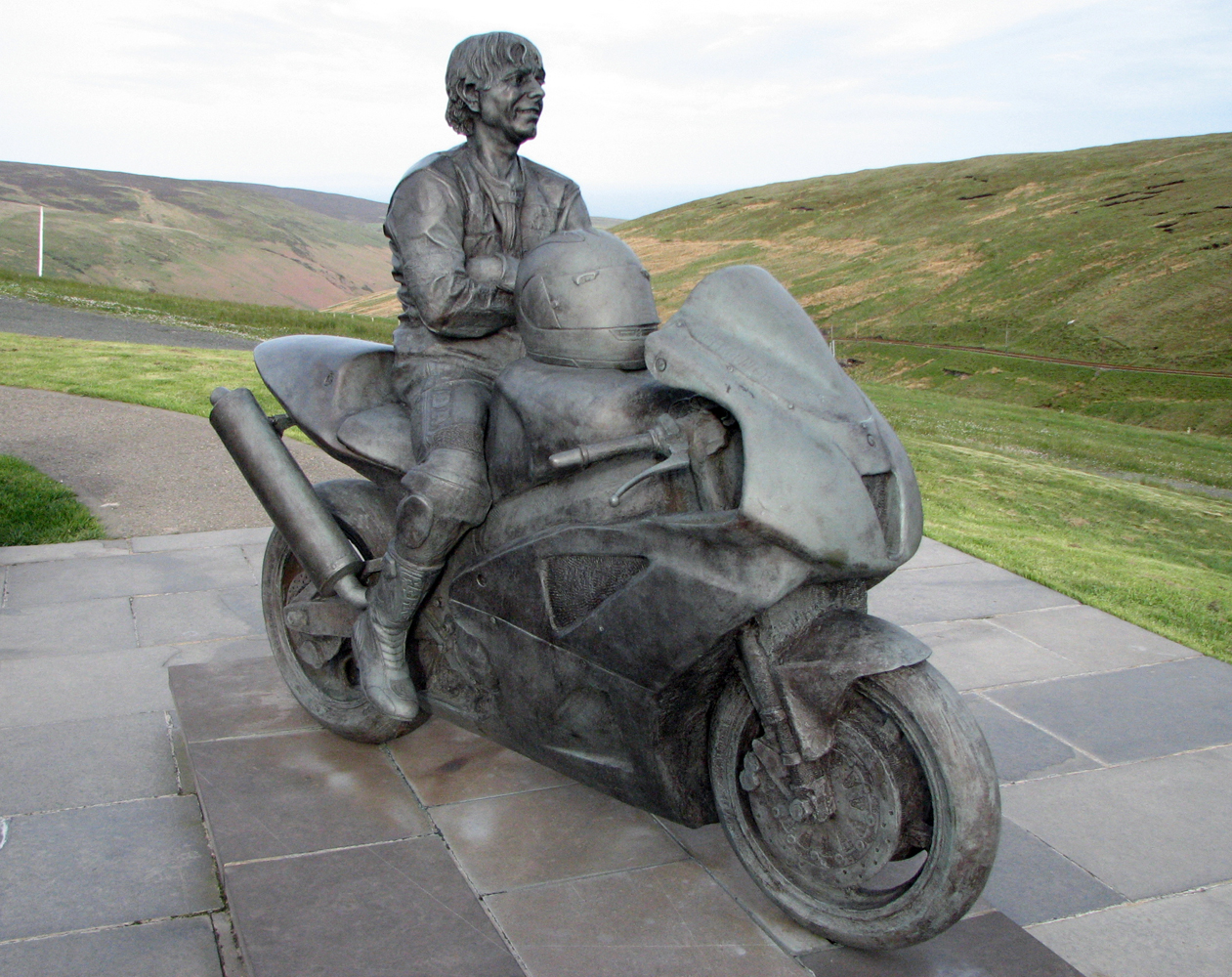
Statue von Joey Dunlop auf der SC 45 am Snaefell Mountain Course auf der Isle of Man

Die Honda SC 45 war das Homologationsmodell für die Superbike-Weltmeisterschaft in den Jahren 2000 bis 2002. Colin Edwards gewann mit der VTR 1000 SP-W genannten Rennversion des Motorrads die Weltmeisterschaft in den Jahren 2000 und 2002.
Nicky Hayden gewann den Titel in der AMA Superbike Championship im Jahr 2002 auf einer Honda RC 51.
Honda gewann von 2000 bis 2003 viermal in Folge die 8 Stunden von Suzuka, unter anderem mit Fahrern wie Valentino Rossi, Daijirō Katō, Tōru Ukawa und Colin Edwards. Außerdem erfolgten Einsätze in der Langstrecken-Weltmeisterschaft, die im Jahr 2001 vom belgischen Team Wim Motors Racing mit einer VTR 1000 SP-1 gewonnen wurde.
Bei der Tourist Trophy auf der Isle of Man gewann Joey Dunlop die Klasse TT-F1 im Jahr 2000 auf einer VTR 1000 SP-1. Ein im Jahr 2002 ihm zu Ehren errichtetes Denkmal zeigt ihn auf dem Motorrad.